# Тернопольский молокозавод
Тернопольский молокозавод (укр. Тернопільський молокозавод) — предприятие молочной промышленности в городе Тернополь, которое занимается переработкой молока, производит молоко и молочную продукцию.

## История

### 1957—1991
Тернопольский молокозавод был построен в 1956—1957 гг. соответствии с шестым пятилетним планом развития народного хозяйства СССР и введён в эксплуатацию в 1957 году. Изначально, его перерабатывающие мощности составляли 10 тонн молока в год. В связи с увеличением городского населения, в середине 1960-х годов было принято решение о увеличении производственных мощностей и строительстве нового молокозавода.
28 июня 1969 года новый молокозавод был введён в эксплуатацию. Предприятие начало выпуск топлёного молока, кефира, ряженки и айрана, выпускаемую продукцию начали разливать в стеклянные бутылки с крышкой из фольги.
В 1987 году завод переработал более 108 тонн молока и сливок — наивысшее количество за всю историю предприятия.
В советское время Тернопольский городской молокозавод входил в число ведущих предприятий города.

### После 1991
В мае 1995 года Кабинет министров Украины включил завод в перечень предприятий, подлежащих приватизации в течение 1995 года.
В 1990е годы объёмы переработки молока и выпуска молочной продукции уменьшились, к концу 1990-х годов завод находился в тяжёлом положении.
В 2000 году ОАО «Тернопольский молокозавод» было реорганизовано в ЗАО «Тернопольский молокозавод».
С 2002 года завод выпускает продукцию под торговой маркой «Молокія». Кроме того, в 2002 году завод освоил новую технологию очистки молока и производство молока с йодированным белком.
В сентябре 2003 года завод занимал 50 % рынка цельномолочной продукции Тернопольской области и 1 % рынка цельномолочной продукции Украины, помимо молока предприятие производило кефир, сметану и сыр и проводило подготовку к освоению производства йогурта по российской технологии.
В 2005 году предприятие начало создание сети собственных торговых представительств.
В 2009 году на предприятии была введена система управления качеством ISO 9001:2009, в 2010 году завод прошёл сертификацию и в сентябре 2010 года получил соответствующий сертификат.
В 2014 году на заводе была введена немецкая технология механической очистки молока с последующей пастеризацией при температуре 80 °C — «Fresh Milk Technology». Как сообщили представители завода, Тернопольский молокозавод стал первым предприятием молочной промышленности на территории Украины, которое освоило данную технологию.
Весной 2015 года завод освоил производство белого йогурта (который выпускается без добавления сахара, фруктовых наполнителей, растительных жиров, консервантов и ароматизаторов). 2015 год завод завершил с чистой прибылью в размере 28,2 млн гривен.
В 2016 году завод прошёл сертификацию на соответствие системе HACCP и завершил 2016 год с чистой прибылью 13,2 млн гривен.
После завершения в 2017 году реконструкции предприятия, которое проходило при участии иностранных специалистов, в марте 2017 года завод вошёл в число пяти крупнейших производителей питьевого молока Украины.
Также, в марте 2017 года завод начал выпуск молочной продукции в картонных упаковках нового образца (упаковки заводу поставляет из Голландии компания «Elopak»).

## Современное состояние
Завод входит в число трёх крупнейших промышленных предприятий Тернопольской области (в марте 2016 года численность работников составляла 1300 человек, в марте 2017 года — 1500 человек). Лозунгом компании является выражение: «Молоко, которое тебя любит».
Ассортимент выпускаемой продукции включает молоко (в картонных упаковках и пакетированное), кефир, сметану, айран, несколько видов йогурта, творог, сливочное масло и кисломолочный сыр.